# Millardia meltada
Millardia meltada és una espècie de mamífer rosegador de la família dels múrids. Viu a altituds d'entre 0 i 2.670 msnm a l'Índia, el Nepal, el Pakistan i Sri Lanka. Es tracta d'un animal nocturn. Els seus hàbitats naturals són els boscos caducifolis, els herbassars tropicals i els camps de conreu irrigats. És una espècie en risc mínim, és a dir, no sembla que hi hagi cap amenaça significativa per a la seva supervivència.